# Level Crossing Cemetery
Level Crossing Cemetery is een Britse militaire begraafplaats met gesneuvelden uit de Eerste Wereldoorlog, gelegen in de Franse gemeente Fampoux in het departement (Pas-de-Calais). Ze ligt aan de Rue des Moulins, vlak bij een spoorwegovergang op 600 m ten zuiden van het dorpscentrum (Église Saint-Vaast). De begraafplaats werd ontworpen door Reginald Blomfield. Ze heeft een onregelmatig grondplan en wordt omsloten door een natuurstenen muur. In de zuidelijke hoek van de begraafplaats betreedt men het terrein via een metalen hekje, een ommuurd pad van 10 meter en een tiental neerwaartse treden. Het Cross of Sacrifice staat tussen de rijen graven dicht bij de oostelijke muur. De begraafplaats wordt onderhouden door de Commonwealth War Graves Commission.
Er liggen 403 doden begraven waaronder 28 niet geïdentificeerde.

## Geschiedenis
Het dorp werd op 9 april 1917 ingenomen door de 4th Division. Het lag toen vlak achter de geallieerde frontlinie, maar een deel van het dorp kwam op 28 maart 1918 tijdens het Duitse lenteoffensief in vijandelijke handen. Op 26 augustus 1918 werd het dorp door de 51st (Highland) Division veroverd. In juni 1917 werd de begraafplaats aangelegd toen een aantal graven van april en mei vanuit het slagveld werden verzameld. Dit werd verder gezet tot maart 1918. In oktober 1918 werden nog twee graven bijgezet. Naast de 9th en de 51st Division vocht de 15th (Scottish) Division in het gebied en meer dan de helft van de slachtoffers zijn soldaten van Schotse regimenten.
Onder de geïdentificeerde doden zijn er 371 Britten en 4 Zuid-Afrikanen. Een Brit wordt met een Special Memorial herdacht omdat zijn graf niet meer gelokaliseerd kon worden.

## Graven

### Onderscheiden militairen
- de kapiteins Patrick Alexander Blair (Royal Scots) en Douglas Cutbush (Middlesex Regiment) en de onderluitenants R.G.I. Mavor (Argyll and Sutherland Highlanders) en Charles Robert Wilson (Machine Gun Corps (Infantry)) werden onderscheiden met het Military Cross (MC).
- de sergeanten J. Christie (Royal Engineers) en Harry Williams (Royal Warwickshire Regiment) werden onderscheiden met de Distinguished Conduct Medal (DCM). Laatstgenoemde ontving ook de Military Medal (DCM, MM).
- sergeant J. Tunstall, de korporaals G.F. Baker en Alexander Miller, kanonnier Langham Bishop en de soldaten James Grant, George Peter Peace en Henry Mason werden onderscheiden met de Military Medal (MM).

### Aliassen
- soldaat Thomas Jago diende onder het alias T. Jeffrey bij de Northumberland Fusiliers.
- soldaat Alexander Phillips MacMillan diende onder het alias Alexander Pillips bij de Royal Scots.